# Indigofera prieureana
Espèce
Synonymes
- Indigofera komiensis Tisser.[1]

Indigofera prieureana est une espèce de plantes à fleurs de la famille des Fabaceae et du genre Indigofera, présente en Afrique tropicale.

## Description
C'est une herbe annuelle devenant plus ou moins ligneuse et atteignant 50 cm de hauteur ou davantage.

## Distribution
Elle est présente en Afrique tropicale, du Sénégal au nord du Nigeria, voire à l'Éthiopie.

## Habitat
On la trouve dans la savane arbustive où elle est périodiquement brûlée, et comme jachères.

## Usage
C'est une plante fourragère